# Vilelapampa
Vilelapampa es un caserío peruano ubicado en el distrito de Sondorillo, perteneciente a la provincia de Huancabamba del departamento de Piura, al norte del Perú. 

## Ubicación
Vilelapampa se ubica al norte de la provincia de Huancabamba, en el distrito de Sondorillo, en el departamento de Piura.

## Demografía
En 2017 Vilelapampa tenía una población de 300 habitantes.
| Gráfica de evolución demográfica de Vilelapampa entre 1993 y 2017 |
|                                                                   |
| Fuentes: Población 1993 y 2017                                    |